# استپیچفسکایا
استپیچفسکایا (به لاتین: Stepychevskaya) یک منطقهٔ مسکونی در روسیه است که در استان آرخانگلسک واقع شده‌است.